# SC Verl
Sportclub Verl von 1924 eV é uma agremiação esportiva alemã, fundada a 6 de setembro de 1924, e sediada em Verl, na Renânia do Norte-Vestfália.

## História
Após quase 50 anos de existência comparativamente insignificante, o SC Verl avançou para a Westfalen Landesliga (IV), em 1970. Desde então, foi rebaixado apenas uma vez, em 2003. Jogou a rodada de promoção para a 2. Bundesliga, em 1991. Sua melhor colocação foi na temporada 2004-2005, quando terminou em segundo lugar na recém formada Regionalliga Norte (III), seis pontos atrás do vizinho rival, Arminia Bielefeld.

### Aparições na Copa da Alemanha
A equipe teve cinco aparições na DFB-Pokal. Em 1979, derrotou o VfB Oldenburg (III) e Elversberg (IV) antes de ser eliminado pelo Stuttgarter Kickers (II). Em 1992, o time capitulou na primeira fase. Já em 1999, o SC Verl fez a sua melhor campanha, eliminando o Borussia Mönchengladbach por 6 a 5, nos pênaltis, tendo Arne Friedrich marcado o penal decisivo para o clube. A equipe acabou derrotada pelo Eintracht Frankfurt na segunda rodada daquele ano. Em 2007 e 2009 perdeu os jogos da primeira fase diante do mesmo adversário, o TSV 1860 München.
Na edição de 2019–20, surpreendeu o Augsburg por 2 a 1 e venceu o Holstein Kiel (segunda divisão) nos pênaltis, sendo eliminado na terceira fase pelo Union Berlin com uma derrota por 1 a 0.

### Rebaixamento e não-qualificação
Em 2003, a décima-quinta colocação na Regionalliga Norte (III) levou a equipe a ser rebaixada. Alguma controvérsia envolveu o episódio, pois o Verl foi obrigado a jogar a última partida da temporada em Paderborn durante uma chuva torrencial, enquanto o Hamburgo II foi capaz de reivindicar um campo e ainda atuou no dia seguinte, garantindo uma vitória sobre o indiferente KFC Uerdingen, permanecendo na liga.
O SC Verl foi obrigado a atuar na Westfalen Oberliga (IV) por quatro anos antes de ganhar o campeonato e avançar para a Regionalliga novamente em 2007. Uma temporada mais tarde, a Liga 3 foi introduzida entre as divisões que eram intituladas Zweite Bundesliga e Regionalliga, que por sua vez, foi dividida em três grupos. O time, na temporada 2007–2008 fez uma campanha pobre, terminando em décimo-oitavo, não conseguindo se qualificar para a Liga 3. Permaneceram, portanto, na Regionalliga, a recém-criada quarta divisão desde então.

### Escândalo de apostas em 2009
O clube recebeu a inusitada atenção da imprensa na temporada 2008-2009. Dois jogos do time, entre duzentos de outros clubes, sofreram suspeita de terem sido manipulados pelos jogadores. Dois atletas acusados foram sumariamente suspensos e tiveram seus contratos encerrados.

### Sucesso Amador
Tendo atuado pelo menos no quarto nível desde 1970, obtendo ainda um total de 17 temporadas consecutivas no terceiro nível, faz com que o SC Verl seja uma das equipes mais consistentes do futebol amador da Alemanha. Trata-se de um clube que pertence a uma das menores cidades que, juntamente com seu vizinho SC Wiedenbrück 2000, é um dos dois únicos clubes na Regionalliga trabalhando sob condições amadoras. Os atletas e treinadores têm seus respectivos empregos. O clube, portanto, não tem nenhuma responsabilidade quanto ao sustento dos jogadores, um resultado direto de uma política continuada de "nenhum crédito de financiamento".